# IC 1647
IC 1647 је спирална галаксија у сазвјежђу Андромеда која се налази на листи објеката дубоког неба у Индекс каталогу.
Деклинација објекта је + 38° 53' 7" а ректасцензија 1h 13m 14,5s. Привидна величина (магнитуда) објекта IC 1647 износи 15,0 а фотографска магнитуда 15,7. IC 1647 је још познат и под ознакама MCG 6-3-24, CGCG 520-27, PGC 4390.